# Marc Van Mensel
Marc Van Mensel (18 mei 1971) is een gewezen Belgische atleet, die zich had toegelegd op het speerwerpen. Hij nam eenmaal deel aan de wereldkampioenschappen en veroverde negen Belgische titels.

## Biografie
Van Mensel werd in 1994 voor het eerst Belgisch kampioen speerwerpen. Ook in 1996, 1998 en 2000 werd hij Belgisch kampioen. In 2001 overschreed hij voor het eerst de tachtig meter. Met die prestatie kon hij zich kwalificeren voor de wereldkampioenschappen in Edmonton, waar hij werd uitgeschakeld in de kwalificaties. Van 2001 tot 2005 haalde hij nog vijf opeenvolgende titels. Hij was nog een tijd actief als master en beëindigde in 2001 zijn actieve carrière.

### Clubs
Van Mensel was aangesloten bij Antwerp AC, fusieclub Brabo Antwerpen AC en stapte daarna over naar Atletica’84.

## Belgische kampioenschappen
| Onderdeel   | Jaar                                               |
| ----------- | -------------------------------------------------- |
| speerwerpen | 1994,1996, 1998, 2000, 2001 2002, 2003, 2004, 2005 |

## Persoonlijk record
| Onderdeel   | Prestatie | Datum      | Plaats  |
| ----------- | --------- | ---------- | ------- |
| speerwerpen | 81,59 m   | 9 mei 2001 | Lebbeke |

## Palmares
speerwerpen
- 1994:  BK AC - 66,86 m
- 1996:  BK AC - 71,62 m
- 1997:  BK AC - 69,54 m
- 1998:  BK AC - 69,86 m
- 1999:  BK AC - 70,49 m
- 2000:  BK AC - 70,24 m
- 2001:  BK AC - 72,61 m
- 2001: 25e in kwal. WK in Edmonton - 71,89 m
- 2002:  BK AC - 73,06 m
- 2003:  BK AC - 72,57 m
- 2004:  BK AC - 69,35 m
- 2005:  BK AC - 68,83 m